# Siktjärnen, Västerbotten
Siktjärnen är en sjö i Robertsfors kommun i Västerbotten och ingår i Kålabodaåns huvudavrinningsområde.